# Okres Sarine
Okres Sarine (francouzsky District de la Sarine, německy Bezirk Saane) je jedním z 7 okresů v kantonu Fribourg ve Švýcarsku. Administrativním centrem okresu je Fribourg, který je zároveň hlavním městem kantonu.
Je jedním ze dvou okresů kantonu Fribourg, ve kterých je úředním jazykem francouzština i němčina.

## Seznam obcí
| Znak                | Název obce          | Počet obyvatel (31. 12. 2023) | Rozloha (km²) | Hustota zalidnění (obyv./km²) |
| ------------------- | ------------------- | ----------------------------- | ------------- | ----------------------------- |
| Autigny             | Autigny             | 804                           | 6,22          | 129                           |
| Avry                | Avry                | 1926                          | 5,83          | 330                           |
| Belfaux             | Belfaux             | 3470                          | 8,88          | 391                           |
| Bois-d’Amont        | Bois-d’Amont        | 2381                          | 12,28         | 194                           |
| Chénens             | Chénens             | 847                           | 3,94          | 215                           |
| Corminboeuf         | Corminboeuf         | 2928                          | 7,23          | 405                           |
| Cottens             | Cottens             | 1508                          | 4,97          | 303                           |
| Ferpicloz           | Ferpicloz           | 251                           | 1,02          | 246                           |
| Fribourg            | Fribourg            | 38 660                        | 9,29          | 4161                          |
| Gibloux             | Gibloux             | 8134                          | 36,06         | 226                           |
| Hauteville          | Givisiez            | 3309                          | 3,46          | 956                           |
| Granges-Paccot      | Granges-Paccot      | 3936                          | 3,99          | 986                           |
| Grolley-Ponthaux    | Grolley-Ponthaux    | 2926                          | 11,25         | 260                           |
| Hauterive           | Hauterive           | 2687                          | 11,97         | 224                           |
| La Brillaz          | La Brillaz          | 2201                          | 10,30         | 214                           |
| La Sonnaz           | La Sonnaz           | 1406                          | 6,96          | 202                           |
| Le Mouret           | Le Mouret           | 3323                          | 18,56         | 179                           |
| Marly               | Marly               | 9069                          | 7,72          | 1175                          |
| Matran              | Matran              | 1774                          | 2,91          | 610                           |
| Neyruz              | Neyruz              | 2875                          | 5,53          | 520                           |
| Pierrafortscha      | Pierrafortscha      | 150                           | 5,06          | 30                            |
| Prez                | Prez                | 2472                          | 16,05         | 154                           |
| Treyvaux            | Treyvaux            | 1596                          | 11,40         | 140                           |
| Villars-sur-Glâne   | Villars-sur-Glâne   | 12 444                        | 5,48          | 2271                          |
| Villarsel-sur-Marly | Villarsel-sur-Marly | 74                            | 1,39          | 53                            |
| Celkem (25)         | Celkem (25)         | 111 151                       | 217,75        | 510                           |